# سامانثا باك
سامانثا باك (بالإنجليزية: Samantha Buck)‏ (و. 1974 – م) هي ممثلة، وممثلة تلفزيونية، من الولايات المتحدة الأمريكية، ولدت في دالاس، تكساس.

## وصلات خارجية
- سامانثا باك على موقع IMDb (الإنجليزية)
- سامانثا باك على موقع روتن توميتوز (الإنجليزية)
- سامانثا باك على موقع ألو سيني (الفرنسية)
- سامانثا باك على موقع أول موفي (الإنجليزية)
- سامانثا باك على موقع قاعدة بيانات الفيلم (الإنجليزية)
- سامانثا باك على موقع كينوبويسك (الروسية)